# Electro-industrial
El electro-industrial es un estilo musical surgido de la escena EBM y posindustrial que se desarrolló a finales de los años 1980. Mientras que el EBM tiene una mínima estructura y una producción limpia, el electro-industrial tiene un sonido profundo con distintas capas o niveles de sonidos, incorporando elementos del ambiente industrial.

## Características
Después de que el movimiento EBM se fuera diluyendo a principios de los 90, el electro-industrial fue incrementando su popularidad en la escena "club" internacional.
En contraste con el estilo EBM tradicional, los grupos de electro-industrial usan golpes más ásperos y rasposos con voces distorsionadas o digitalizadas.
El electro-industrial en contraste con el rock industrial no utiliza guitarras.

## Derivados

### Dark electro
El Dark electro es un estilo similar, desarrollado a mediados de los 90 en Europa Central. El término describe a grupos como yelworC y Placebo Effect, y fue utilizado por primera vez en diciembre de 1992 con el anuncio del álbum Brainstorming, el debut de yelworC. El estilo fue inspirado por el electro-industrial de The Klinik y Skinny Puppy. Las composiciones incluyen sonidos de terror, gruñidos o voces distorsionadas. yelworC eran un grupo de música de Múnich (Alemania), formado en 1988. Sentaron las bases del movimiento dark electro en la década de 1990, y fue el primer grupo en el sello alemana Producciones Celtic Circle. En los años siguientes, el dark electro fue desplazado por estilos techno influenciados como el aggrotech y el futurepop. Otros grupos dentro de estilo son Das Ich, Evil's Toy, GGFH y Ice Ages.

### Aggrotech

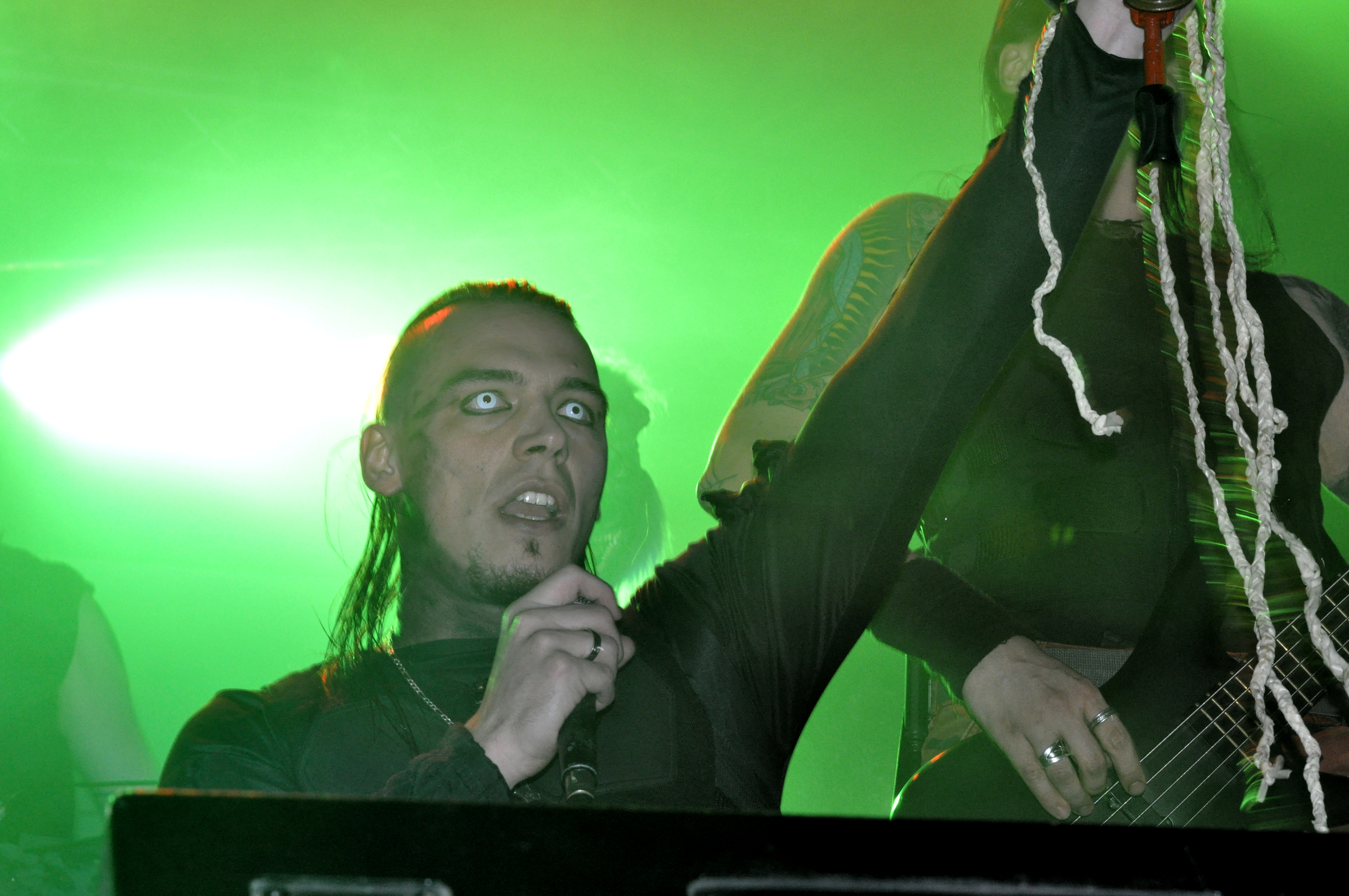
La banda alemana aggrotech Centhron en e-tropolis 2013, Berlín

Aggrotech es una evolución de electro-industrial, con fuertes influencias de la música hardcore techno, que apareció en la primera mitad de la década de 1990, pero se ha revitalizado en los últimos años. También denominado Terror EBM, y más recientemente denominado Hellektro, su sonido se caracteriza por ser canciones con estructuras ásperas, ritmos agresivos y de letras militantes, negativas o de naturaleza explícita. Normalmente, la voz se distorsiona para sonar ronca, dura y sin tono. Artistas también con frecuencia usan estructuras melódicas con atonalidades. Bandas como: Aghast View, Abortive Gasp, Beat Cairo, Unter Null, Alien Vampires, Amduscia, Reaktor 51, Agonoize, Bestias De Asalto, Eisenfunk, Psyclon Nine, Die Sektor, Combichrist, Noize Level, Cenobita, Hocico, Dulce Líquido, Virtual Embrace, * Reaktor 51,Tactical Sekt, God Module, Grendel, Alien:Nation, Aslan Faction, Tamtrum, Feindflug, Dawn Of Ashes, Suicide Commando, X-Fusion, Wumpscut, Panzer AG, Kriminal Minds, C-lekktor, Hate of Shadows, Centhron, Dark Liner, God Destruction, Phosgore, Device Noize, Vondage etc.